# فانوس (فیلم)
فانوس (چکی: Lucerna) فیلمی در ژانر فانتزی است که در سال ۱۹۳۸ منتشر شد.